# 巴拉瓜里省
巴拉瓜里省 （Paraguarí）是巴拉圭的一個省，位於該國西南部。面積 8,705平方公里，2002年人口 226,514人。首府巴拉瓜里。

## 行政區劃
巴拉瓜里省有17個縣：
1. 阿卡艾
2. 卡普庫
3. 卡拉佩瓜
4. 埃斯科瓦爾
5. 貝納迪諾卡瓦列羅將軍鎮
6. 拉科爾梅納
7. 姆布亞佩
8. 巴拉瓜里
9. 皮拉尤
10. 基因迪
11. 基基奧
12. 聖羅克貢薩萊斯
13. 薩普凱
14. 特比夸里米
15. 亞瓜龍
16. 伊比庫伊
17. 伊比蒂米